# Виборчий округ 212
Виборчий округ 212 — виборчий округ в місті Києві. В сучасному вигляді був утворений 28 квітня 2012 постановою ЦВК №82 (до цього моменту існувала інша система виборчих округів). Окружна виборча комісія цього округу розташовується в будівлі Дарницької районної в місті Києві державної адміністрації (1-й поверх, північне крило) за адресою м. Київ, вул. О. Кошиця, 11.
До складу округу входить частина Дарницького району (окрім територій на північний схід від вулиці Ревуцького, вулиці Архітектора Вербицького та Парку партизанської слави, а також озера Вирлиця і промзони навколо нього). Виборчий округ 212 межує з округом 211 на заході, з округом 214 на північному заході, з округом 216 на півночі, з округом 216 на північному сході, з округом 98 на сході, з округом 98 на південному сході та з округом 98 на півдні. Виборчий округ №212 складається з виборчих дільниць під номерами 800086-800156, 800205-800214, 801073-801074, 801076-801078, 801082, 801097-801098 та 801103.

## Народні депутати від округу
| Ім'я                         | Фото | Партія         | Скликання | Дата набуття повноважень | Дата припинення повноважень |
| ---------------------------- | ---- | -------------- | --------- | ------------------------ | --------------------------- |
| Ярема Віталій Григорович     |      | Батьківщина    | 7-ме      | 12 грудня 2012           | 13 травня 2014              |
| Сташук Віталій Филимонович   |      | Народний фронт | 8-ме      | 27 листопада 2014        | 29 серпня 2019              |
| Перебийніс Максим Вікторович |      | Слуга народу   | 9-те      | 29 серпня 2019           |                             |

## Результати виборів

### Парламентські

#### 2019

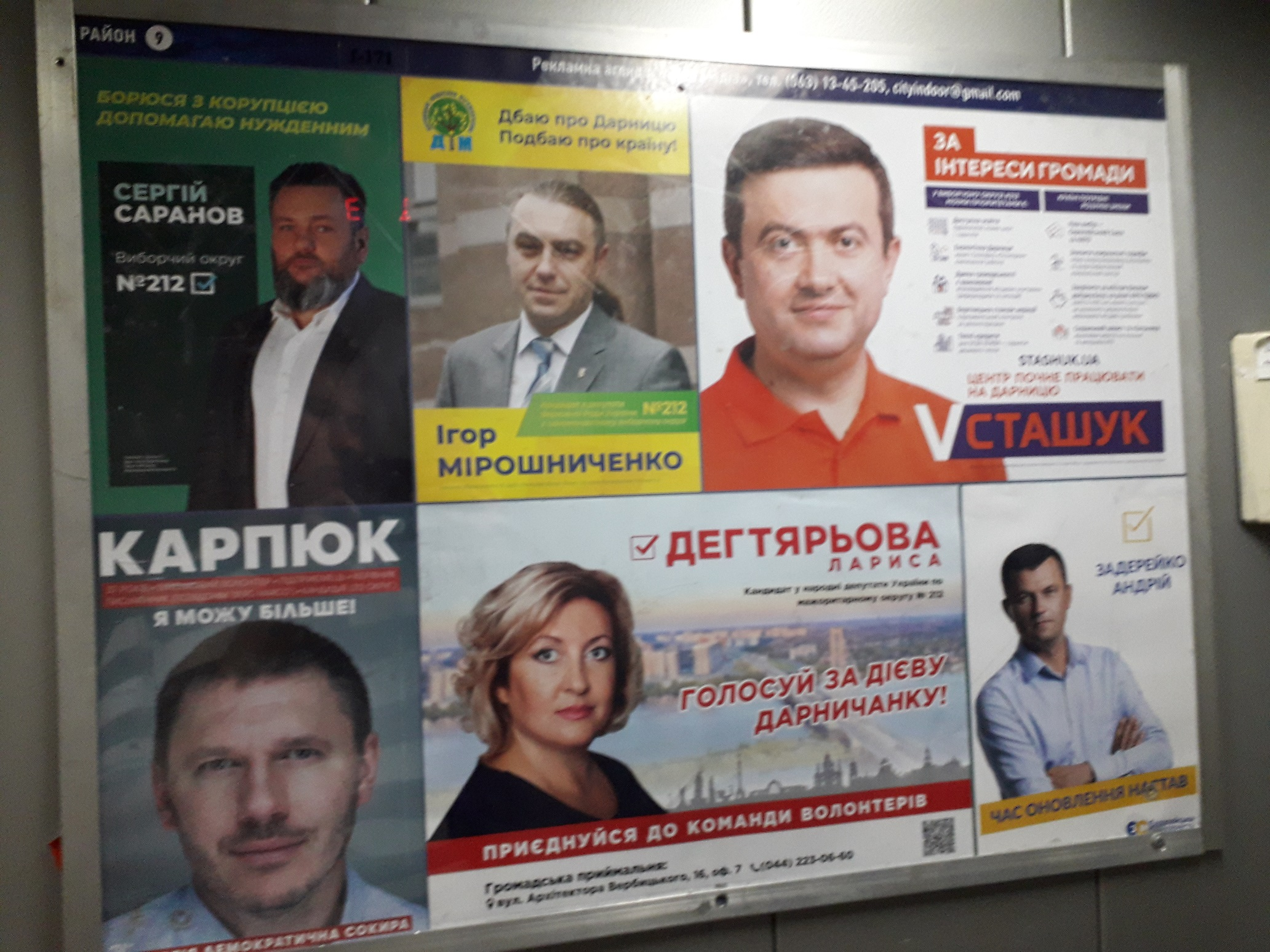
Пердвиборча агітація від деяких кандидатів на окрузі №212

Кандидати-мажоритарники:
- Перебийніс Максим Вікторович (Слуга народу)
- Задерейко Андрій Іванович (Європейська Солідарність)
- Попов Олександр Павлович (самовисування)
- Мірошниченко Ігор Михайлович (самовисування)
- Дегтярьова Лариса Вікторівна (самовисування)
- Гриценко Олексій Анатолійович (Громадянська позиція)
- Нестор Віталій Романович (Батьківщина)
- Гусовський Сергій Михайлович (самовисування)
- Карпюк Олександр Андрійович (Демократична Сокира)
- Сташук Віталій Филимонович (самовисування)
- Гордієнко Олександра Василівна (Опозиційний блок)
- Герасименко Володимир Григорович (Сила людей)
- Гольдарб Яків Юрійович (самовисування)
- Осмоловський Денис Юлійович (самовисування)
- Крисанова Ірина Георгіївна (Бджола)
- Отрош Михайло Іванович (самовисування)
- Саранов Сергій Георгійович (самовисування)

#### 2014
Кандидати-мажоритарники:
- Сташук Віталій Филимонович (Народний фронт)
- Монтян Тетяна Миколаївна (Спільна дія)
- Гончаров Володимир Валентинович (самовисування)
- Бондаренко Владислав Юрійович (Радикальна партія)
- Панченко Олег Васильович (5.10)
- Чорній Любомир Ігорович (Сила людей)
- Вейдер Дарт Володимирович (самовисування)
- Жигун Олександр Васильович (Сильна Україна)
- Самойленко Тамара Борисівна (Опозиційний блок)
- Крандакова Олена Василівна (Зелена планета)
- Локтіонов Ігор Юрійович (Заступ)
- Шевчук Олексій Анатолійович (Мерітократична партія України)
- Роніс Олексій Михайлович (самовисування)
- Вовк Сергій Миколайович (самовисування)
- Лещенко Олег Леонідович (самовисування)
- Ніколенко Галина Василівна (самовисування)
- Бондаренко Володимир Валерійович (самовисування)
- Андрушкевич Ольга Миколаївна (самовисування)
- Стешенко Олексій Сергійович (самовисування)
- Клименко Ігор Григорович (Ліберальна партія України)
- Бондаренко Юрій Сергійович (самовисування)
- Тимошевський Ярослав Вікторович (самовисування)

#### 2012
Кандидати-мажоритарники:
- Ярема Віталій Григорович (Батьківщина)
- Баленко Ігор Миколайович (самовисування)
- Куликов Кирило Борисович (УДАР)
- Кримчак Сергій Олександрович (самовисування)
- Монтян Тетяна Миколаївна (самовисування)
- Чорновіл Тарас Вячеславович (самовисування)
- Чермак Ігор Іванович (самовисування)
- Комнацький Олександр Леонідович (Комуністична партія України)
- Фурсов Андрій Кузьмич (Партія регіонів)
- Гребенюк Богдан Олегович (самовисування)
- Костюк Олександр Володимирович (самовисування)
- Большаков Григорій Юрійович (самовисування)
- Толубко Олександр Володимирович (Україна — Вперед!)
- Мазур Олена Анатоліївна (Соціалістична партія України)
- Букет Євген Васильович (Наша Україна)
- Гетьман Олексій Юрійович (самовисування)
- Черниш Володимир Васильович (Молода Україна)
- Цимбаленко Володимир Олександрович (Ліберальна Україна)
- Стеценко Святослав Олександрович (самовисування)
- Кіслова Лілія Юріївна (Справедлива Україна)
- Бойко Сергій Вячеславович (Партія вільних демократів)
- Федів Іван Іванович (самовисування)
- Борисюк Ігор Вікторович (самовисування)
- Заболотний Сергій Романович (самовисування)
- Онищенко Юрій Олексійович (самовисування)
- Безсмертна Анжела Олексіївна (самовисування)
- Кононенко Володимир Вікторович (самовисування)
- Лук'янова Катерина Євгеніївна (самовисування)
- Спасибко Андрій Валерійович (самовисування)
- Якубов Олександр Олександрович (самовисування)
- Бурков Олександр Іванович (Громада)
- Магаляс Сергій Володимирович (самовисування)
- Сергеєв Дмитро Володимирович (самовисування)
- Шетілова Олена Леонідівна (самовисування)
- Скрипченко Олександр Юрійович (самовисування)
- Петренко Рітта Йосипівна (Союз)
- Михайлова Валентина Ігорівна (самовисування)
- Малугін Михайло Валерійович (самовисування)
- Сокор Олександр Віталійович (самовисування)

## Явка
Явка виборців на окрузі: